# Campeonato de Angola de hockey sobre patines
El Campeonato de Angola de hockey sobre patines es una competición que se disputa a nivel nacional en Angola anualmente a partir de la independencia del país, aunque existieron competiciones similares durante la época colonial portuguesa.
En la categoría masculina senior se disputa en dos modalidades: en la modalidad de liga el Campeonato Nacional, principal competición del país en este deporte, desde 1978; y  en la modalidad de copa la Taça de Angola, desde 2003. Además, desde 2005 de disputa la Supercopa (Supertaça) de Angola, entre los campeones de liga y copa.

## Competición de Liga (Campeonato Nacional)

### Historial del Campeonato Nacional en elsigloXX
| Año  | Campeón                   |
| ---- | ------------------------- |
| 1978 | Atlético Petróleos Luanda |
| 1979 | Hóquei Cassenda           |
| 1980 | Atlético Petróleos Luanda |
| 1981 | Sporting Clube de Luanda  |
| 1982 | Sporting Clube de Luanda  |
| 1983 | Sporting Clube de Luanda  |
| 1984 | Atlético Petróleos Luanda |
| 1985 | Sporting Clube de Luanda  |
| 1986 | Sporting Clube de Luanda  |
| 1987 | Sporting Clube de Luanda  |
| 1988 | C.D. Primeiro de Agosto   |
| 1989 | Leões de Luanda (*)       |

| Año  | Campeón                   |
| ---- | ------------------------- |
| 1990 | Leões de Luanda           |
| 1991 | Leões de Luanda           |
| 1992 | Emana de Viana (*)        |
| 1993 | Futebol Clube de Luanda   |
| 1994 | Atlético Petróleos Luanda |
| 1995 | Emana de Viana            |
| 1996 | Emana de Viana            |
| 1997 | Emana de Viana            |
| 1998 | Atlético Petróleos Luanda |
| 1999 | Atlético Petróleos Luanda |
| 2000 | Atlético Petróleos Luanda |

(*) El Sporting Clube de Luanda se denominó entre 1989 y 1992 Leões de Luanda. El Emana de Viana se denomina desde 1994 Grupo Desportivo Juventude de Viana.

### Historial del Campeonato Nacional en elsigloXXI
| Equipo                             | 01   | 02   | 03   | 04   | 05   | 06   | 07   | 08   | 09   | 10   | 11   | 12   | 13   | 14   | 15   | 16         | 17      | 18   | 19      | 21   | 22   | 23   | 24   | Años |
| ---------------------------------- | ---- | ---- | ---- | ---- | ---- | ---- | ---- | ---- | ---- | ---- | ---- | ---- | ---- | ---- | ---- | ---------- | ------- | ---- | ------- | ---- | ---- | ---- | ---- | ---- |
| Atlético Petróleos Luanda          | 2001 | 2002 | 2003 | 2004 | 2005 | 2006 | 2007 | 2008 | 2009 | 2010 | 2011 | 2012 | 4    | 4    | 4    | 5          | 5       | 5    | 2017    | 2023 | 4    | 2023 | 2024 | 23   |
| G.D. Banca                         | 2001 | 2002 | 2003 | 2004 | 2005 | 2006 | 4    | 4    |      |      |      |      |      |      |      |            |         |      |         |      |      |      |      | 8    |
| Casa do Pessoal Porto Lobito       | 2001 | 2002 | 4    |      |      |      |      |      |      |      |      |      |      |      |      |            |         |      |         |      |      |      |      | 3    |
| Sporting C. Petróleos de Bié       | 4    | 4    | 5    | 4    | 4    |      |      |      |      |      |      |      |      |      |      |            |         |      |         |      |      |      |      | 5    |
| G.D. Juventude de Viana (*)        |      | 5    | 2003 | 2004 | 2005 | 2006 | 2007 | 2008 | 2009 | 2010 | 2011 | 2010 | 2012 | 2014 |      |            |         | 9    |         |      |      | 4    | 5    | 16   |
| União Desportiva Catumbela         |      |      |      |      | 5    |      |      |      |      |      |      |      |      |      |      |            |         |      |         |      |      |      |      | 1    |
| Núcleo de Patinagem Luanda         |      |      |      |      |      | 4    | 5    |      |      |      |      |      |      |      |      |            |         |      |         |      |      |      |      | 2    |
| Hóquei Clube do Lobito             |      |      |      |      |      | 5    | 6    |      | 6    | 7    | 7    | 7    |      |      |      |            |         | 7    |         |      | 6    |      | 6    | 9    |
| C.D. Académica de Luanda           |      |      |      |      |      |      | 2007 | 2008 | 2009 | 2010 | 2011 | 2012 | 2013 | 2014 | 2015 | Subcampeón | 2017    | 2018 | 2019    | 2021 | 2022 | 2023 | 2024 | 17   |
| Hóquei Clube da Vila Alice         |      |      |      |      |      |      |      |      | 4    |      |      |      |      |      |      |            |         |      |         |      |      |      |      | 1    |
| Sport Luanda e Benfica             |      |      |      |      |      |      |      |      | 5    | 6    | 5    | 6    | 9    |      |      |            |         |      |         |      |      |      |      | 5    |
| C.D. Primeiro de Agosto            |      |      |      |      |      |      |      |      |      | 4    | 4    | 5    | 2013 | 2014 | 2015 | Campeón    | 2017    | 2017 | 4       | 2017 | +    |      |      | 12   |
| Atlético Sport Aviação             |      |      |      |      |      |      |      |      |      | 5    |      |      |      |      |      |            |         |      |         |      |      |      |      | 1    |
| Kabuscorp S.C. Palanca             |      |      |      |      |      |      |      |      |      |      | 6    | 4    | 7    |      |      |            |         |      |         |      |      |      |      | 3    |
| E.D. Hóquei 2000                   |      |      |      |      |      |      |      |      |      |      | 8    |      | 6    |      | 8    |            |         | 10   |         |      |      |      |      | 4    |
| Sagrado Coração de Jesus           |      |      |      |      |      |      |      |      |      |      |      | 5    |      | 5    | 2015 | 4          | 4       |      | +       | 6    | 2022 | 2023 | 4    | 10   |
| Comité Desportivo do Exército      |      |      |      |      |      |      |      |      |      |      |      | 8    | 8    | 6    | 6    | 7          | 6       | 2018 | +       | 5    | 7    |      |      | 10   |
| Estado Maior do Exército           |      |      |      |      |      |      |      |      |      |      |      |      |      |      | 5    | 6          | 7       | 6    | +       |      |      |      |      | 5    |
| Académica Petróleos do Lobito      |      |      |      |      |      |      |      |      |      |      |      |      |      |      | 7    | 8          |         |      |         |      |      |      |      | 2    |
| C.D. Marinha de Guerra             |      |      |      |      |      |      |      |      |      |      |      |      |      |      |      | Tercero    | Tercero | 4    | Tercero | 8    | 5    |      |      | 6    |
| Instituto Superior Técnico Militar |      |      |      |      |      |      |      |      |      |      |      |      |      |      |      |            |         | 8    | +       |      |      |      |      | 2    |
| Atletico do Namibe                 |      |      |      |      |      |      |      |      |      |      |      |      |      |      |      |            |         |      |         | 7    | 9    | 6    |      | 3    |
| Hóquei Clube Geninhos              |      |      |      |      |      |      |      |      |      |      |      |      |      |      |      |            |         |      |         | 4    | 8    |      |      | 2    |
| DV Sport Luanda                    |      |      |      |      |      |      |      |      |      |      |      |      |      |      |      |            |         |      |         |      |      | 5    | 2018 | 2    |
| N.º de participantes               | 4    | 5    | 5    | 4    | 5    | 5    | 6    | 8    | 6    | 7    | 8    | 8    | 9    | 6    | 8    | 8          | 7       | 10   | 9       | 8    | 9    | 6    | 6    | 24   |

(*)Hasta 2004 Emana de Viana

## Competición de Copa (Taça de Angola)
| 2003 | Emana de Viana            | Atlético Petróleos Luanda   |
| 2004 | Atlético Petróleos Luanda | G.D. Juventude de Viana (*) |
| 2005 | G.D. Banca                | G.D. Juventude de Viana     |
| 2006 | Atlético Petróleos Luanda | G.D. Juventude de Viana     |
| 2007 | G.D. Juventude de Viana   | Atlético Petróleos Luanda   |
| 2008 | G.D. Juventude de Viana   | Atlético Petróleos Luanda   |
| 2009 | G.D. Juventude de Viana   | Atlético Petróleos Luanda   |
| 2010 | G.D. Juventude de Viana   | Atlético Petróleos Luanda   |
| 2011 | G.D. Juventude de Viana   | Atlético Petróleos Luanda   |
| 2012 | Atlético Petróleos Luanda | G.D. Juventude de Viana     |
| 2013 | G.D. Juventude de Viana   | Atlético Petróleos Luanda   |
| 2014 | C.D. Académica de Luanda  | Atlético Petróleos Luanda   |
| 2015 | C.D. Académica de Luanda  | C.D. Primeiro de Agosto     |
| 2016 | C.D. Académica de Luanda  | Atlético Petróleos Luanda   |
| 2017 | C.D. Académica de Luanda  | Atlético Petróleos Luanda   |
| 2018 | C.D. Académica de Luanda  | C.D. Primeiro de Agosto     |
| 2019 | C.D. Académica de Luanda  | Atlético Petróleos Luanda   |
| 2021 | C.D. Académica de Luanda  | Atlético Petróleos Luanda   |
| 2022 | C.D. Académica de Luanda  | Sagrado Coração de Jesus    |
| 2023 | Sagrado Coração de Jesus  | Atlético Petróleos Luanda   |
| 2024 | C.D. Académica de Luanda  | Atlético Petróleos Luanda   |